# Miles Fisher
Pour les articles homonymes, voir Fisher.
Miles Fisher, né le 23 juin 1983 à Dallas, est un acteur, musicien et chanteur américain apparaissant le plus souvent dans des séries télévisées.

## Filmographie
| Année | Film                 | Rôle            | Réalisateur       |
| ----- | -------------------- | --------------- | ----------------- |
| 2000  | Lone Star Struck     | Val             | Rod Davis         |
| 2003  | Gods and Generals    | John Beale      | Ronald F. Maxwell |
| 2008  | Super Héros Movie    | Tom Cruise      | Craig Mazin       |
| 2009  | Head in the Sand     | SPC Henry Burch | David Baldwin     |
| 2010  | My First Claire      | Brad            | Lou Howe          |
| 2011  | Destination finale 5 | Peter Friedkin  | Steven Quale      |
| 2012  | J. Edgar             | Agent Garrison  | Clint Eastwood    |
| 2016  | Wolves at the Door   | Jay Sebring     | John R. Leonetti  |

## Télévision
| Année | Titre            | Rôle                   | Notes          |
| ----- | ---------------- | ---------------------- | -------------- |
| 1997  | True Women       | Young Travis McClure   | TV Movie       |
| 2008  | The Cleaner      | Officer Kenneth Herman | Ep. # 1.1, 1.9 |
| 2009  | Gossip Girl      | Klemmer                | Ep. # 2.24     |
| 2009  | Mad Men          | Jeffrey Graves         | Ep. # 3.3      |
| 2011  | Death Valley     | Travis                 | Ep. # 1.7      |
| 2016  | 2 Broke Girls    | Adam                   | Ep. # 5.12     |
| 2017  | The Real O'Neals | Richard                | Ep. # 2.11     |

## Discographie

### Albums
- Video Music (2013)

### EP
- Miles Fisher (2009)

### Singles
- "This Must Be the Place (Naive Melody)" (2009, reprise des Talking Heads)
- "New Romance" (2011)
- "Don't Let Go" (2011)
- "Finish What We Started" (2013)
- "Finish What We Started (Andrew Maury Remix)" (feat. Joe Jonas) (2013)